# DuBose Heyward

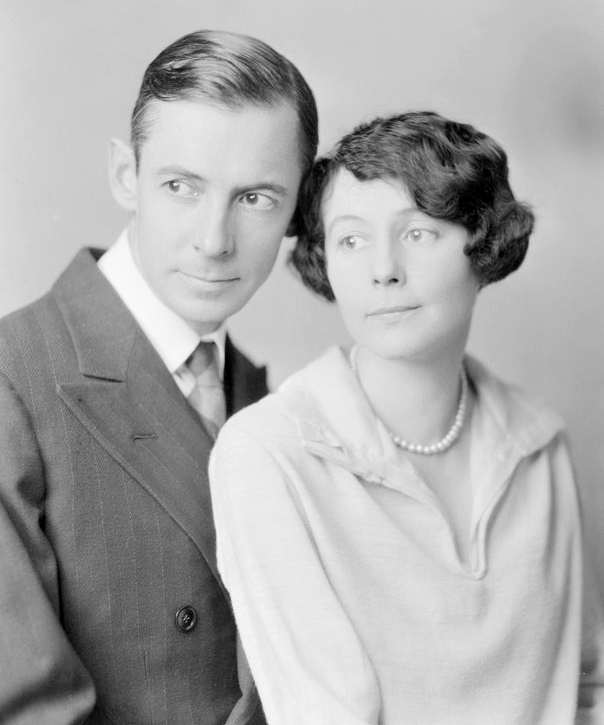
DuBose und Dorothy Heyward (1927)

Edwin DuBose Heyward, bekannt als DuBose Heyward, (* 31. August 1885 in Charleston, South Carolina; † 16. Juni 1940 in Tryon, Polk County, North Carolina) war ein US-amerikanischer Schriftsteller, bekannt als Librettist der Oper  Porgy and Bess (1935) zur Musik von George Gershwin.

## Leben
Heyward war der Sohn von Edwin Heyward (1862–1888) aus dessen Ehe mit Jane Screven DuBose (1864–1939). Die Familie entstammte der gehobenen Südstaaten-Gesellschaft von South Carolina, war aber durch den Amerikanischen Bürgerkrieg verarmt. Einer seiner Vorfahren war Thomas Heyward junior (1746–1809), der 1776 als Vertreter South Carolinas die Unabhängigkeitserklärung der USA unterzeichnet hatte und damit zu den Gründervätern der USA gehört.
Am 21. Mai 1888, als er zwei Jahre alt war, starb der Vater durch einen Arbeitsunfall in einer Reismühle, mit 14 Jahren brach er die Schule ab, um in einem Eisenwarenladen zu arbeiten. Seine berufliche Laufbahn als Immobilien- und Versicherungsmakler wurde von mehreren schweren Krankheiten unterbrochen – Polio, Typhus und Lungenkrankheiten.
Angeregt durch seine Mutter, die sich intensiv mit der Geschichte der Stadt Charleston befasste, begann er schließlich, sich schriftstellerisch zu betätigen. 1920 gründete er mit Hervey Allen und John Bennett die Poetry Society of South Carolina, deren Jahrbücher er bis 1924 herausgab. 1922 veröffentlichte er mit Hervey Allen den Gedichtband Carolina Chansons: Legends of the Low Country. 1923 heiratete er die Theaterautorin Dorothy Kuhns, mit der zusammen er eine Tochter Jenifer (1930–1984) hatte. 1924 gab er seine Geschäftstätigkeit ganz auf und wurde hauptberuflich Schriftsteller, wobei er ab und zu auch Literatur an Colleges unterrichtete.
1925 erschien sein Roman Porgy, der auf seinen Beobachtungen des Lebens von farbigen Arbeitern im Werftbezirk von Charleston basierte, speziell in der Cabbage Row, die er im Roman als „Catfish Row“ bezeichnete. Zusammen mit seiner Frau machte er daraus das Theaterstück Porgy (1927), das sehr erfolgreich am Broadway lief. Daraus entstand schließlich das Libretto zur Oper Porgy and Bess von George Gershwin (1935), für das dessen Bruder Ira Gershwin einige zusätzliche Song-Texte beisteuerte.
Ein weiterer Roman über das Leben der farbigen Bevölkerung in Charleston, Mamba´s Daughters, erschienen 1929, war weniger erfolgreich. Auch daraus machte er 1939 mit seiner Frau Dorothy ein Theaterstück. Es folgten das Theaterstück Brass Ankle (1931) und der Roman Star Spangled Virgin, der auf den Virgin Islands spielt (1939), sowie das Kinderbuch The Country Bunny and the little gold shoes (1939). Weitere Werke sind Skylines and Horizons (1924), Angel (1926), The half pint flask (1929), Jasbo Brown and Selected Poems (1931), Peter Ashley (1932) und Lost Morning (1936).
Von ihm stammen auch die Drehbücher zu Kaiser Jones (nach Eugene O’Neill) und Good Earth (nach Pearl S. Buck).
1937 wurde er in die American Academy of Arts and Letters gewählt.
Er starb an einem Herzinfarkt.